# Karaula (2006.)
Karaula je film hrvatskog redatelja Rajka Grlića. 
Film je nastao u prvoj regionalnoj koprodukciji svih zemalja bivše Jugoslavije, te Mađarske, Velike Britanije, Austrije, kao i fondacije za podršku koprodukcijama Savjeta Europe - Eurimages.